# 平治县
平治县，中国旧县名，在今广西壮族自治区百色市境。
前身是1918年以上林土县、下旺土司辖地及恩阳县部分地所置的思林县。治所在驮用（今田东县东南思林镇）。1934年，县域调整并改名平治县，辖区为原思林县北部、恩阳县东北部、都安县西南部及果德县东北部。同年移治榜圩（今平果市北榜圩镇）。县名来自于平治乡。1936年6月，获中华民国政府批准。1949年后，属武鸣专区。1950年，划入百色专区。1952年，与果德县合并为至平果县。